# Vijaya Rajasinha
Sri Vijaya Rajasinha (mort le 11 août 1747) est un membre de la dynastie des Nayakar de Madurai. Il succède à Vira Narendra Sinha comme roi de Kandy de 1739 à 1747 .

## Biographie
À sa mort le roi de Kandy Vira Narendra Sinha,  ne laisse pas d'héritier légitime, car il n'avait qu'un seul fils de descendance cinghalaise, Unambuve Bandara dont la mère était de basse caste. 
Sa cour ne trouvant plus de descendant de la race royale offre le trône à son beau-frère, frère de la reine Udumala Devi, une des épouses principales de Narendrasinha. Ce dernier un membre de la dynastie Nayak de Madurai au Tamil Nadu, devient roi avec le soutien du bonze Weliwita Sarankara . Il est couronné sous le nom de Sri Vijaya Rajasinha un peu plus tard dans l'année.
Sri Vijaya Rajasinha règne de 1739 à 1747. Le nouveau souverain est le premier membre de la dynastie originaire de Madurai au sud de l'Inde à accéder au trône. Les unions dynastiques avaient toujours joué un grand rôle dans les rapports entre Sri Lanka et le sud de l'Inde. Le roi Sri Vijaya Raja Sinha épouse lui aussi une princesse de la famille royale Madurai, fille de  Narenappa Nayaka, un parent de Bangaru Tirumala Nayaka (en) qui avit régné de 1623 à 1659. Durant son règne, l'église Wolvendaal de Colombo est édifiée par le gouverneur néerlandais Julius Valentyn Stein van Gollenesse. 
Le roi Sri Vijaya Rajasinha est un souverain dévot et de grande culture. Il fait tailler des statues grandeur nature de Bouddha en position assise ou debout. 
Il meurt le 11 août 1747 de son épouse elle aussi issue de la famille royale de Madurai, il ne laisse aucune descendance et n'a pas de  frère.